# Exposition universelle, internationale et coloniale de Lyon de 1894
L’Exposition universelle, internationale et coloniale est une exposition internationale ayant eu lieu en 1894 à Lyon dans le parc de la Tête d'or.
Le président de l'exposition est le maire de la ville de Lyon, Antoine Gailleton, alors que le commissaire général est Jean Claret.

## Noms
L'exposition prend successivement plusieurs noms « l’exposition internationale et coloniale de Lyon, en 1894 », « exposition nationale de Lyon en 1894 », « l’exposition universelle de 1894 », « exposition internationale et coloniale ». Elle se déroule en même temps que l'exposition universelle de 1894 d'Anvers.

## Histoire
Elle est créée à la suite d'un projet de lancement d'une exposition à dimension nationale en 1892, projet qui est alors repoussé deux ans plus tard pour permettre d'allonger l'intervalle avec l'exposition universelle de Paris de 1889.
Elle est inaugurée le 29 avril 1894, mais sa partie coloniale ne l'est que le 27 mai.
Cette exposition est notamment connue pour l'assassinat du président Sadi Carnot, le 24 juin, lors de sa visite à celle-ci. Cet assassinat est suivi de violences contre la population italienne dans l'exposition et dans la ville.
L'exposition dans son ensemble aurait reçu 3 800 000 visites.
L'influence supposée de l'exposition sur l'appellation du quartier du Tonkin à Villeurbanne, voisin du parc, est erronée, cet odonyme lié à la rue du Tonkin (nommée ainsi une dizaine d'années auparavant dans le contexte de la deuxième expédition du Tonkin afin de poursuivre l'expansion coloniale en Asie du Sud-Est) étant attesté au moins depuis 1885.

## Installations
Elle est marquée par la construction d'une coupole de structure métallique de 220 mètres de diamètre et 55 mètres de hauteur, dans le parc de la Tête d'or. L'exposition est également composée de pavillons thématiques dont un palais de l’enseignement, sur Paris, le département du Rhône et Lyon, un palais des arts religieux, un palais de l'économie sociale, un bâtiment consacré aux beaux-arts et à l’agriculture, un autre concernant une exposition ouvrière, un pavillon des chemins de fer, un pavillon du génie civil et un pavillon des forêts, etc.
Le photographe Joannès Barbier est chargé, depuis Dakar, de fournir les habitants du « village nègre ».
Un certain nombre de pavillons ont pour thématiques les colonies françaises dont un palais de l’Algérie, un palais de la Tunisie, un palais de l’Indochine, un palais de l’Afrique occidentale.
Le palais de l'Algérie est le plus grand de ces palais, réplique du Palais Mustapha Pacha d'Alger . Le palais de la Tunisie est lui une réplique de la Mosquée de Souk-el-Bey. Le palais de l'Indochine est construite à l'instar d'une pagode annamite, comportant cinq expositions : l’Annam, le Tonkin, la Cochinchine et le Cambodge . Le palais d'Afrique Occidentale a été construit à la hâte et en retrait des autres. Il représente le Dahomey, le Congo, la Côte d'Ivoire, le Soudan, le Sénégal et la  Guinée.
Le site est relié à la ville grâce à trois lignes de tramways.
Les bâtiments de cette exposition a été bien documentée par les plus grands photographes lyonnais de l'époque, parmi eux Victoire, Boulade, ou encore Jules Sylvestre. 

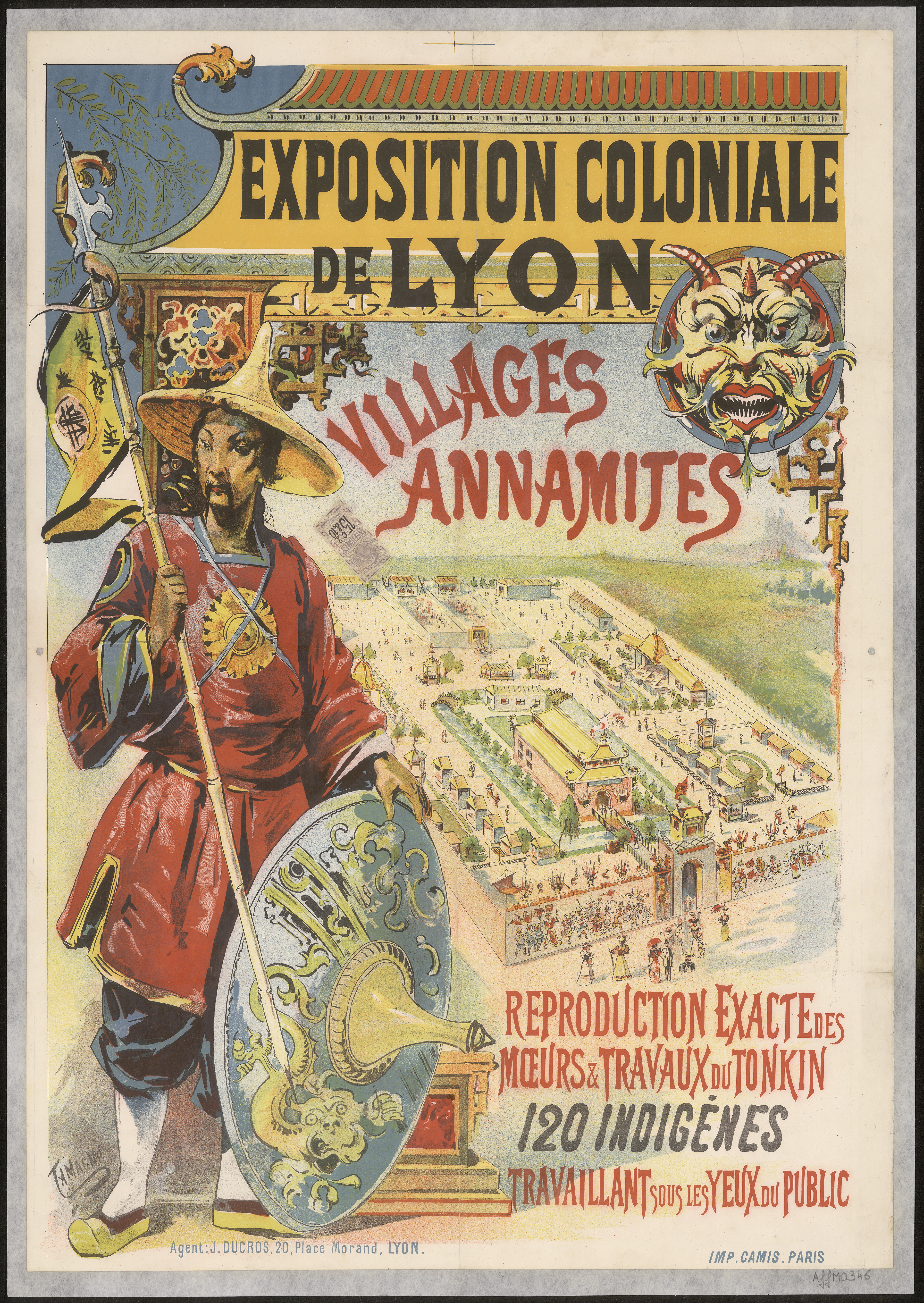
Affiche de l'Exposition universelle, internationale et coloniale de Lyon de 1894, villages annamites (Tamagno).
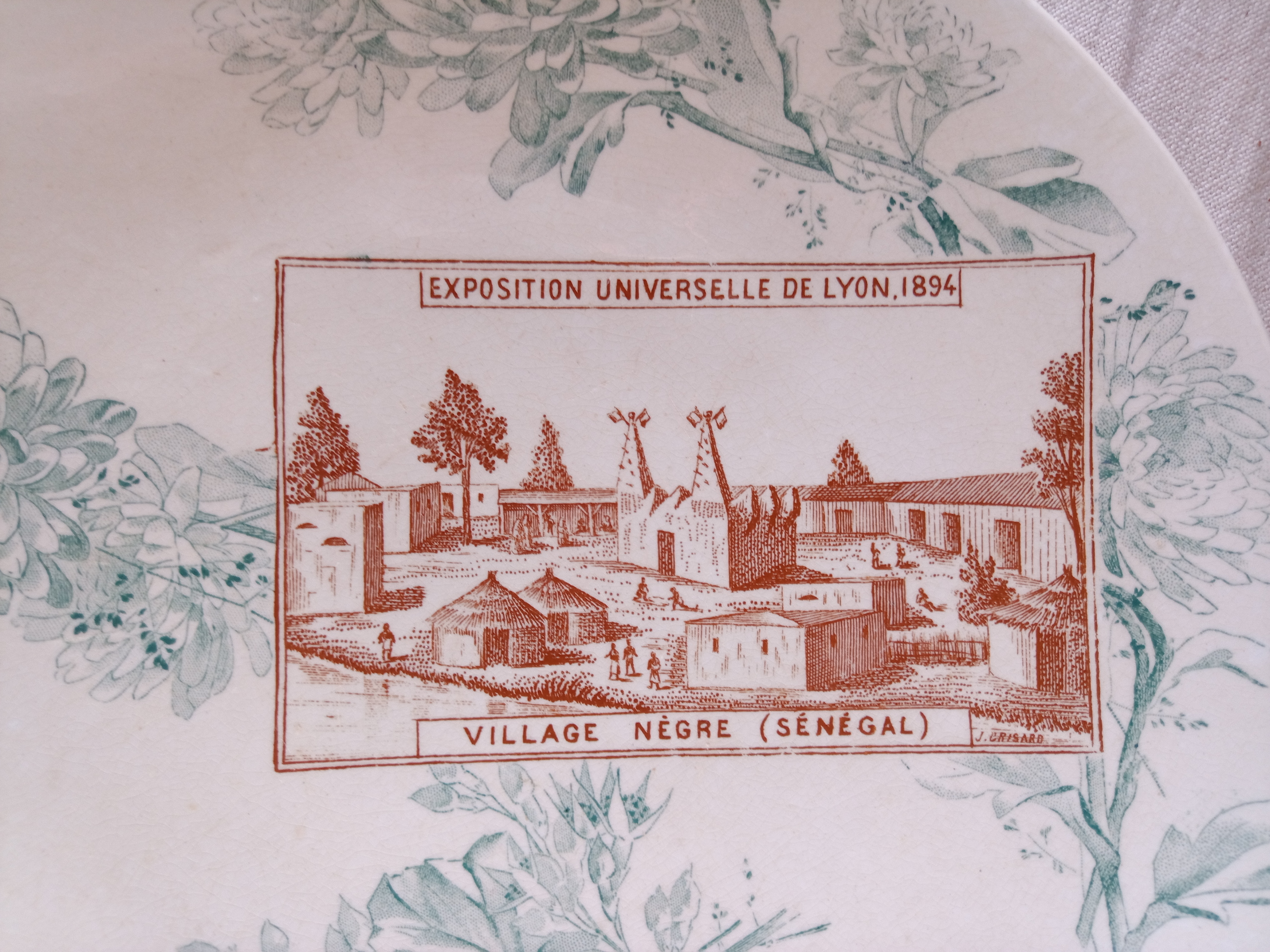
Assiette décorée de l'Exposition universelle, internationale et coloniale de Lyon de 1894.
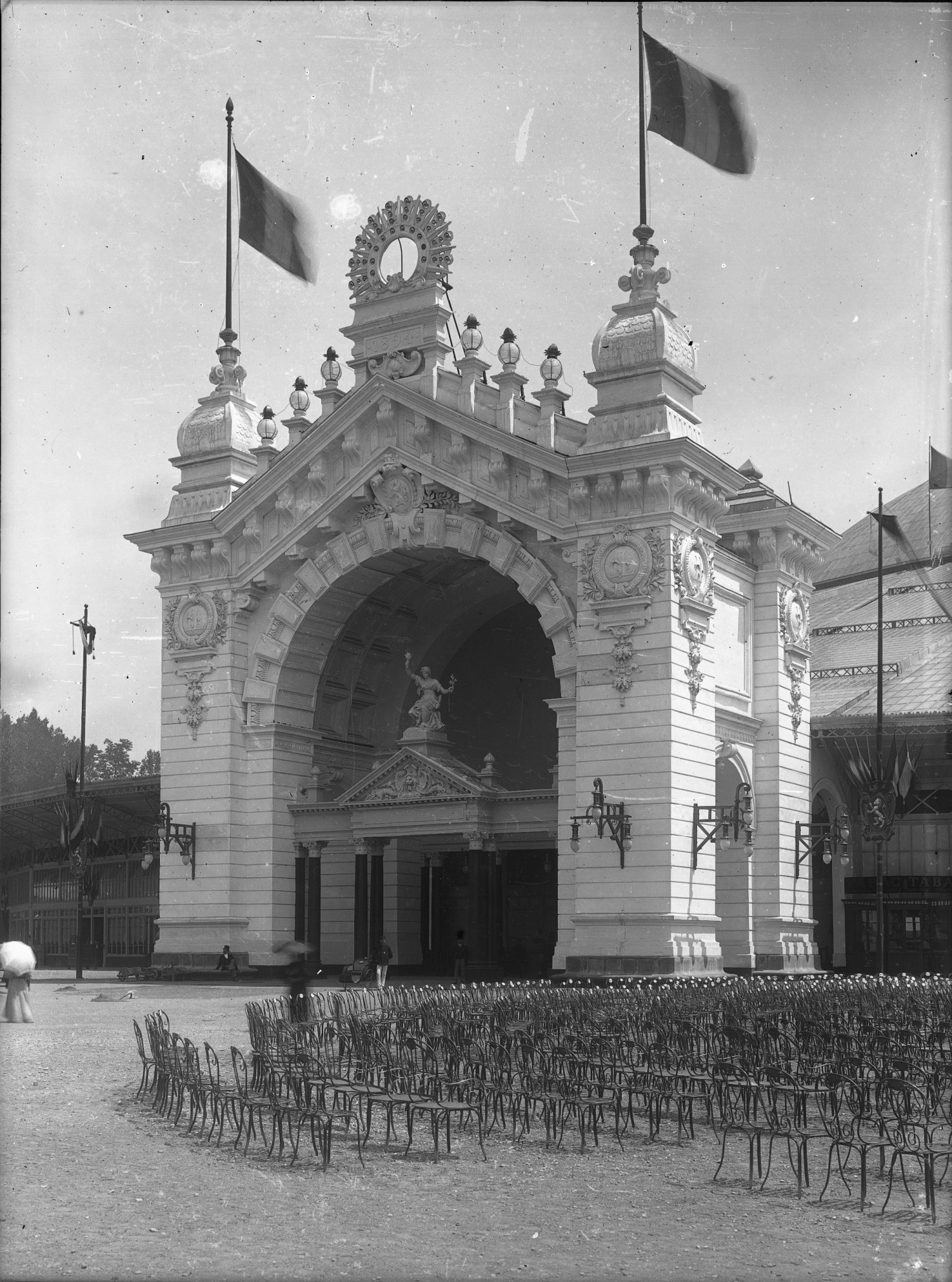
Porte d'Honneur de l'Exposition universelle, internationale et coloniale de Lyon de 1894.

## Assassinat du président Sadi Carnot

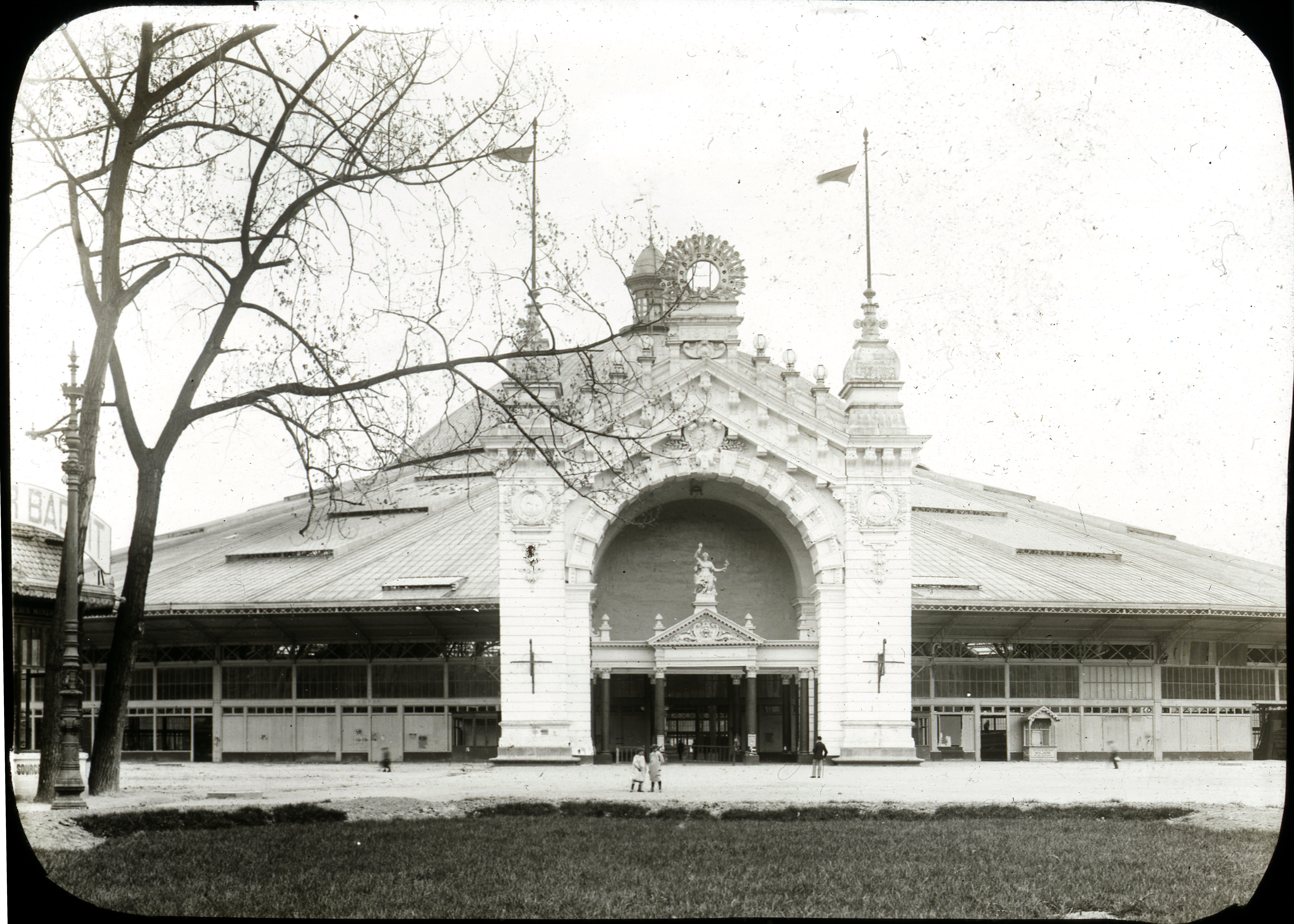
Coupole principale de l'exposition universelle de 1894, dans le parc de la Tête d'Or

Dans un contexte d'agitation syndicale et anarchiste, les lois restreignant les libertés individuelles et la presse venant d'être votées, Sadi Carnot est l'une des cibles du mouvement anarchiste. Il est mortellement blessé d'un coup de poignard par l'anarchiste italien Sante Geronimo Caserio le 24 juin 1894, alors qu'il quittait, par une issue secondaire pour éviter la foule, un banquet organisé à la chambre de commerce à l'occasion de l'exposition.